# 前田孝次郎
前田 孝次郎（まえだ こうじろう、1895年〈明治28年〉9月10日 - 没年不明）は、日本の銀行家。旧姓・松本。

## 経歴
島根県能義郡安田村（現・安来市）の農家、松本家に生まれる。島根県能義郡立農業学校を卒業する。鳥取米子の前田家に入る。
1919年に山陰実業銀行に入り雲陽実業銀行、松江銀行勤務を経て1939年に山陰合同銀行業務部次長となり総務業務各部長を歴任、1944年に取締役業務部長に推され、同年10月に業務部長を解かれ、1946年10月に常務に進み、審査部長委嘱、1961年に監査役に就任する。

## 人物
米子の自宅では100本もバラを栽培して余生を楽しんだ。趣味は書画。住所は鳥取県米子市久米町。